# Lucia di Lammermoor
Lucia di Lammermoor er en italiensk opera i tre akter, skrevet af Gaetano Donizetti i 1835.
Operaen handler om en lord Henry, som falder i unåde ved det skotske hof og ser et giftermål mellem søsteren Lucia og lord Arthur Bucklaw som sin redning. Lucia har imidlertid forelsket sig i lord Henrys dødsfjende, sir Edgar Ravenswood.
Librettoen til operaen blev skrevet af Salvatore Cammarano efter Walter Scotts roman The Bride of Lammermoor fra 1819. Operaen blev uropført på Teatro San Carlo i Napoli den 26. september 1835. 
Flere af operahistoriens største sopraner har sunget partiet som Lucia, blandt andre Maria Callas.